# Amt für Kulturerbeverwaltung
Das Amt für Kulturerbeverwaltung (koreanisch: 문화재청, englisch: Cultural Heritage Administration, kurz: CHA) ist die oberste südkoreanische Denkmalbehörde und dem Ministerium für Kultur, Sport und Tourismus unterstellt. Seit dem 8. August 2017 wird die Behörde von Kim Jong-Jin geleitet.

## Geschichte
Am 2. Oktober 1961 wurde das Büro für Kulturgutverwaltung (kor. 문화재관리국, engl. Office of Cultural Properties) unter der Ägide des Ministeriums für Bildung gegründet, die Ursprünge gehen aber zurück auf das im November 1945 unter der amerikanischen Militärregierung gegründete Royal Household Affair Office (ab Juni 1955 unter dem Namen Royal Household Properties Office). Mit der Auslagerung der Ressorts für kulturelle und künstlerische Angelegenheiten aus dem Ministerium für Bildung kam das Büro für Kulturgutverwaltung am 24. Juli 1968 unter die Leitung des neugegründeten Ministerium für Kultur.
Bis 1999 stand das Amt unter der Leitung der verschiedenen Ministerien, die bis dahin für das Ressort Kultur zuständig waren, und wurde am 24. Mai 1999 als unabhängige Behörde aus dem Ministerium für Kultur und Tourismus ausgegliedert. Im März 2004 wurde ihr der Status als subministeriale Behörde unterhalb des Ministeriums für Kultur und Tourismus verliehen.

## Aufgaben
Nach dem Regierungsorganisationsgesetz (kor. 정부조직법, engl. Government Organization Act) übernimmt das Amt für Kulturerbeverwaltung alle Aufgaben die im Zusammenhang mit Kulturgütern stehen. Die speziellen Aufgaben des Amtes für Kulturerbeverwaltung werden durch eine Reihe weiterer Gesetze und Dekrete definiert und umfassen die Ernennung und Registrierung von Kulturgütern in den jeweiligen Verzeichnissen, das Ausstellen von Genehmigungen für Ausgrabungen und für den Export von Kulturgütern, sowie die Vergabe von Fördermitteln zum Schutz und zur Unterhaltung von Kulturgütern. Daneben übernimmt das Amt für Kulturerbeverwaltung die Verwaltung von königlichen Palästen und Gräbern der Joseon-Dynastie in und um Seoul und die Einreichung von Vorschlägen für die verschiedenen Programme des UNESCO-Kultur- und Naturerbes.

## Organisation

### Interne Organisation
Dem Amt steht ein Behördenleiter vor, dem ein Pressesprecher zugeordnet ist und der von einem stellvertretenden Behördenleiter unterstützt wird. Weiterhin unterteilt sich die Behörde in
- eine Abteilung für allgemeine Angelegenheiten, die für den allgemeinen Schriftverkehr und das Personalwesen zuständig ist,
- einen Generaldirektor für Planung und Koordination, dem vier Direktoren untergeordnet sind,
- das Büro für Kulturerbepolitik mit vier Abteilungen,
- das Büro für Kulturerbeerhaltung mit fünf Abteilungen und
- das Büro für Kulturerbeförderung mit sechs Abteilungen.[3]

### Angeschlossene Organisationen
Folgende Organisationen unterstehen dem Amt:
- Korea National University of Cultural Heritage (NUCH)
- National Research Institute of Cultural Heritage (NRICH)
- National Research Institute of Maritime Cultural Heritage
- National Intangible Heritage Center (NITH)
- National Palace Museum of Korea
- neun Verwaltungen für die königlichen Paläste und Gräber

### Liste der Behördenleiter
Die folgende Tabelle gibt die Liste der Behördenleiter seit 1999 wieder.
| Nr. | Leiter                   | Beginn der Amtszeit | Ende der Amtszeit | Regierung     |
| --- | ------------------------ | ------------------- | ----------------- | ------------- |
| 1   | Seo Jeong-bae (서정배)   | 12. Juni 1999       | 17. April 2001    | Kim Dae-jung  |
| 2   | Roh Tae-seop (노태섭)    | 18. April 2011      | 2. September 2004 | Kim Dae-jung  |
| 2   | Roh Tae-seop (노태섭)    | 18. April 2011      | 2. September 2004 | Roh Moo-hyun  |
| 3   | Yu Hong-jun (유홍준)     | 3. September 2004   | 22. Februar 2008  |               |
| 4   | Lee Geon-mu (이건무)     | 8. März 2008        | 8. Februar 2011   | Lee Myung-bak |
| 5   | Choe Kwang-shik (최광식) | 9. Februar 2011     | 7. September 2011 | Lee Myung-bak |
| 6   | Kim Chan (김찬)          | 8. September 2011   | 17. März 2013     | Lee Myung-bak |
| 7   | Byun Young-sup (변영섭)  | 18. März 2013       | 18. November 2013 | Park Geun-hye |
| 8   | Rha Sun-hwa (나선화)     | 27. Dezember 2013   | 7. August 2017    | Park Geun-hye |
| 9   | Kim Jong-Jin (김종진)    | 8. August 2017      | im Amt            | Moon Jae-in   |